# Antônio Carlos da Silva

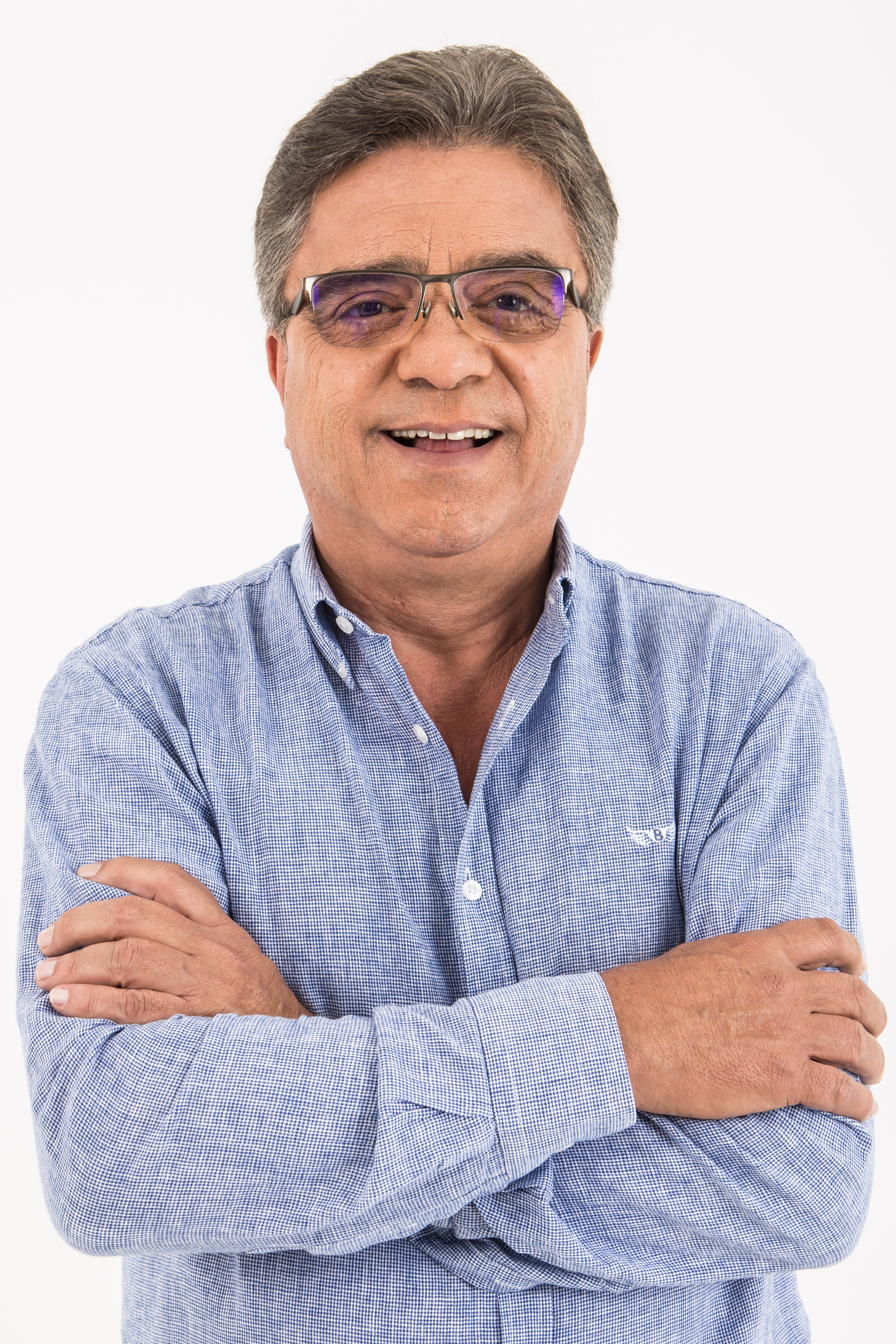
Prefeito de Caraguatatuba por 4 mandatos, nos anos de 1997 a 2004 e 2009 a 2016. Elegeu-se em 2006, deputado estadual com 94.218 votos.

Antônio Carlos da Silva (Jacareí, 4 de abril de 1957) é um empresário e político brasileiro filiado ao Partido Social Democrático (PSD). Cumpriu seu quarto mandato como prefeito de Caraguatatuba.

## Histórico
Em 1989 mudou-se de Lorena, no Vale do Paraíba Paulista, para Caraguatatuba onde foi eleito Prefeito de Caraguatatuba por 2 mandatos consecutivos (1997-2000 e 2001-2004). Nesse período exerceu também a presidência do CODIVAP - Consórcio do Desenvolvimento integrado do Vale do Paraíba, Serra da Mantiqueira e Litoral Norte e da APRECESP - Associação dos Prefeitos das Cidades-Estâncias do Estado de São Paulo. 
Foi, ainda, diretor técnico da CDHU - Companhia de Desenvolvimento Habitacional e Urbano do Estado de São Paulo entre 2004 e 2006. Em 2006 foi eleito deputado estadual com 94.218 votos.
Recuperou programas como o Tempero de Mãe, de alimentação escolar.
Em outubro de 2012 foi reeleito, sempre representando o PSDB, para seu quarto mandato (2013-2016). Recebeu 29.048 votos, equivalente a 54,15% do total de votos válidos.
No ano de 2022 participou das eleições federais, cujo cargo a ser disputado foi de deputado estadual por São Paulo pelo partido REPUBLICANOS. 
Em 18 de Novembro de 2023, filiou-se ao PSD (atual partido). 
| Mandato    | Período   | Prefeito                | Vice-Prefeito                  |
| ---------- | --------- | ----------------------- | ------------------------------ |
| 1º Mandato | 1997-2000 | Antonio Carlos da Silva | José Pereira de Aguilar        |
| 2º Mandato | 2001-2004 | Antonio Carlos da Silva | José Pereira de Aguilar        |
| 3º Mandato | 2009-2012 | Antonio Carlos da Silva | Antonio Carlos da Silva Junior |
| 4º Mandato | 2013-2016 | Antonio Carlos da Silva | Antonio Carlos da Silva Junior |